# Переверзєв Петро Семенович
Петро Семенович Переверзєв (14 липня 1914, село Новокостянтинівка, тепер Приазовського району Запорізької області — 3 травня 1967, село Восход, тепер Красногвардійського (Курманського) району Автономної Республіки Крим) — український радянський діяч, голова колгоспу «Росія» Красногвардійського району Кримської області. Герой Соціалістичної Праці (22.03.1966). Депутат Верховної Ради СРСР 6—7-го скликань.

## Біографія
Народився в селянській родині. Трудову діяльність розпочав у 1932 році мастильником на шахті міста Горлівки на Донбасі.
Освіта неповна середня: закінчив школу фабрично-заводського учнівства при Сімферопольській шкіряно-взуттєвій фабрики імені Дзержинського та Московський шкіряний технікум (у 1938 році). 
З 1938 по 1941 рік працював майстром та начальником цеху із виробництва хрому Сімферопольської шкіряно-взуттєвої (шкіргалантерейної) фабрики імені Дзержинського Кримської АРСР.
Під час німецько-радянської війни перебував у евакуації. У 1942—1946 роках — уповноважений, заступник директора молокозаводу міста Андижана Узбецької РСР.
У 1946—1953 роках — директор молокозаводу в місті Феодосії, керуючий контори «Раймолоко» Красногвардійського району Кримської області.
Член КПРС з 1953 року.
У 1953—1954 роках — заступник голови виконавчого комітету Красногвардійської районної ради депутатів трудящих Кримської області.
28 лютого 1954 — 3 травня 1967 року — голова колгоспу імені Молотова (потім — «Росія») села Восход Красногвардійського району Кримської області.
Автор книги «Земля и люди» (1968).

## Нагороди
- Герой Соціалістичної Праці (22.03.1966)
- два ордени Леніна (26.02.1958, 22.03.1966)
- медалі
- Почесна грамота Президії Верховної Ради Української РСР (10.07.1964)
- Почесний громадянин Красногвардійського району